# Оман (село)
Оман (болг. Оман) — село в Болгарии. Находится в Ямболской области, входит в общину Болярово. Население составляет 86 человек.

## Политическая ситуация
Оман подчиняется непосредственно общине и не имеет своего кмета.
Кмет (мэр) общины Болярово — Христо Димитров Христов (Болгарская социалистическая партия (БСП)) по результатам выборов в правление общины.